# چاه گرمابی

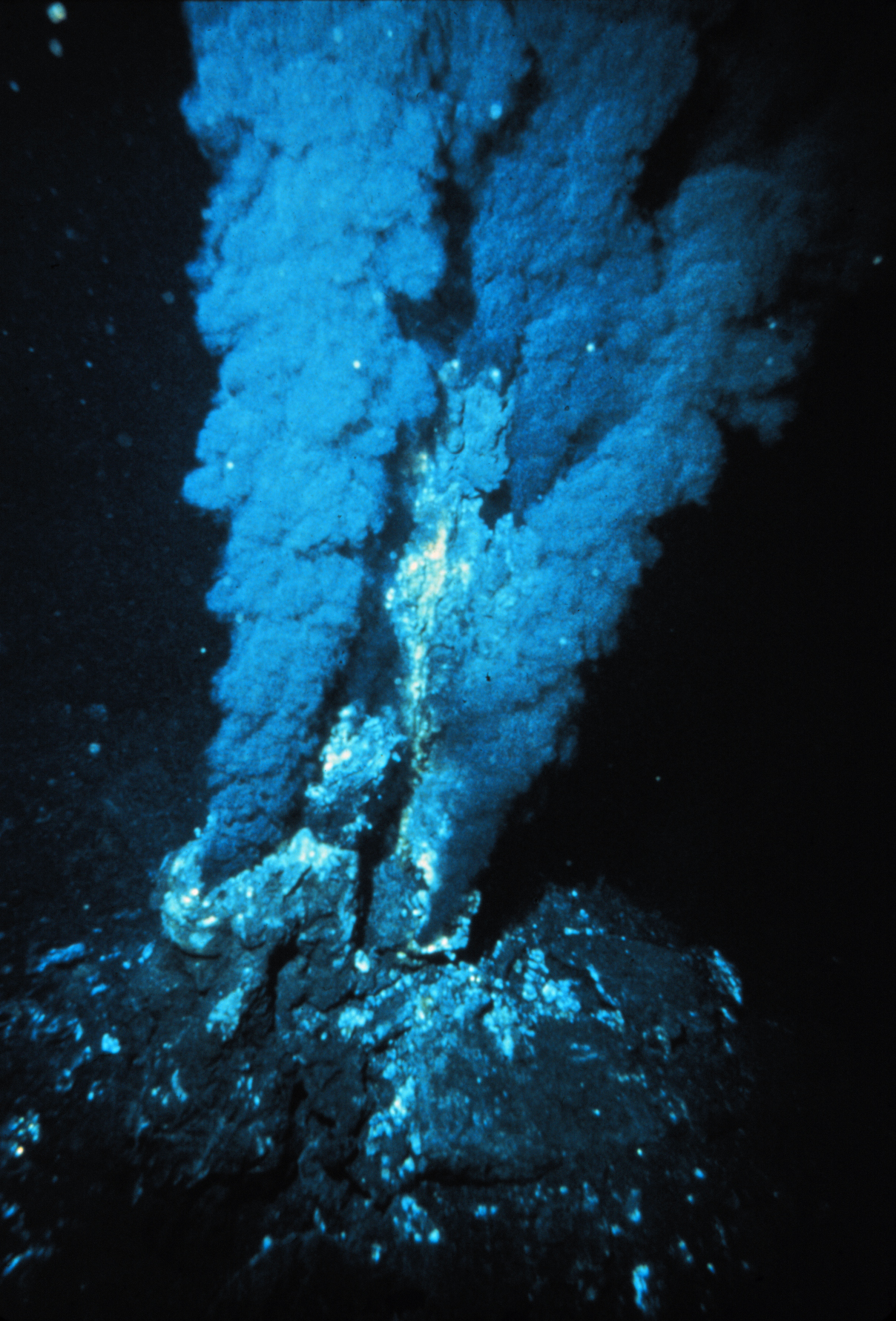
یک چاه گرمابی از نوع دودکش سیاه در اقیانوس اطلس.

چاه گرمابی یا مجرای گرمابی (انگلیسی: Hydrothermal vent) در حقیقت شکافی بر روی سطح زمین است که از لحاظ زمین‌شناسی، آب‌های اطراف خویش را گرم می‌کند.
چاه‌های گرمابی اغلب در مناطقی که از لحاظ آتشفشانی فعال هستند یافت می‌شوند مانند مناطقی که صفحات زمین‌ساختی در حال جدا شدن از هم هستند، بسترهای اقیانوسی و تفتگاه‌ها (نواحی داغ). مشهورترین سامانه گرمابی در خشکی احتمالاً پارک ملی یلوستون در آمریکا است. در زیر دریا چاه‌های گرمابی  را دودکش‌های سیاه می‌نامند و در بیشتر آب‌های عمیق اقیانوسی می‌توان آنها را یافت.
اطراف چاه‌های گرمابی از لحاظ زیستی پرتولیدتر هستند و اغلب محل زیست جوامع پیچیده‌ای می‌باشند که از مواد شیمیایی محلول در مایعات چاه‌ها استفاده می‌نمایند. فعالیت‌های شیمیوسنتزی پایه زنجیره غذایی را می‌سازد و ارگانیسم‌های متنوعی مثل کرم لوله‌ای بزرگ، صدف دوکفه‌ای، خاره‌چسب و میگو از آنها استفاده می‌کنند. گمان می‌رود چاه‌های گرمابی فعالی در ماه سیاره مشتری به نام اروپا، و در انسلادوس، از ماه‌های زحل، وجود داشته باشند. هم‌چنین گمان می‌رود در قدیم در مریخ نیز چاه‌های گرمابی فعال بوده‌اند.

## خواص فیزیکی
چاه‌های گرمابی در آب‌های عمیق اقیانوسی عمدتاً در امتداد پشته‌های میانی اقیانوس مثل پشته‌های شرق آرام و پشته‌های میانی اقیانوس اطلس پدید می‌آیند. اینها مکان‌هایی هستند که دو صفحه زمین‌ساختی (تکتونیکی) در حال جدا شدن از هم بوده و یک پوسته جدید در حال تشکیل است.
آب‌هایی که از بستر اقیانوس به بیرون راه می‌یابند عمدتاً شامل آب‌های اقیانوسی راه یافته به درون سامانه گرمابی، رسوبات متخلخل یا سنگ‌های آتشفشانی، به همراه کمی آب ماگمایی راه یافته از طریق فراچاهندگی ماگمایی می‌باشد. هر چند که دمای متوسط آب در اعماق اقیانوس‌ها تقریباً ۲ درجه سانتیگراد است ولی درجه حرارت آب در اطراف این چاه‌ها از ۶۰ درجه تا ۴۶۴ درجه سانتیگراد متغیر است.
به دلیل فشار هیدروستاتیک بالا و دمای فوق‌العاده در این منطقه، آب می‌تواند در فرم مایع یا سیال فوق بحرانی (سیالی که دما و فشار آن بالاتر از حد بحران باشد) وجود داشته باشد. در فشار ۲۱۸ اتمسفر، نقطه بحران آب خالص ۳۷۵ درجه سانتیگراد است. در اعماق ۳۰۰۰ متری فشار هیدروستاتیک آب دریا بیش از ۳۰۰ اتمسفر می‌باشد (چرا که آب دریا چگال‌تر از آب خالص است). در این میزان عمق و فشار، نقطه بحرانی آب دریا به ۴۰۷ درجه سانتیگراد می‌رسد؛ از این‌رو آب‌هایی که در داغ‌ترین بخش‌ها قرار دارند غالباً یک سیال فوق بحرانی هستند و خواص فیزیکی آنها بین مایع و گاز می‌باشد. علاوه بر این که دمای آب در این مناطق فوق‌العاده بالاست، بسیار اسیدی نیز می‌باشد و PH آن معمولاً در حدود ۲/۸ یعنی تقریباً به اندازه اسیدیته سرکه است.
تشکیل یک چاه گرمابی با دفع انیدریت معدنی آغاز می‌شود. سپس سولفیدهای مس، آهن و روی وارد شکاف‌های دودکش می‌شوند و آن را در طی زمان دچار تخلخل بیشتری می‌کنند. اندازه‌گیری‌ها نشان می‌دهند که چاه‌ها روزانه به طور متوسط ۳۰ سانتیمتر رشد می‌کنند. مشاهدات چاه‌های آب عمیق سواحل دور از ساحل فیجی در آوریل ۲۰۰۷ نشان می‌دهند که این چاه‌ها منابع مهمی در تأمین آهن محلول در آب هستند.

## دودکش‌های سیاه و دودکش‌های سفید
برخی از چاه‌های گرمابی ساختارهای استوانه‌ای دودکش مانند را می‌سازند. این ساختارها توسط مواد معدنی که در مایعات چاه‌ها حل شده‌اند به وجود آمده‌اند. هنگامی که آب فوق‌العاده پر حرارت با آب بسیار سرد اعماق ترکیب می‌شود مواد معدنی رسوب کرده و به ارتفاع پشته‌ها می‌افزایند. ارتفاع برخی از این ساختارهای دودکش مانند ممکن است به ۶۰ متر برسد. یک مثال از این ساختارها را در اقیانوس اطلس در نزدیکی اورگن، گودزیلا نامیده‌اند که قبل از ریزش آن، ۴۰ متر ارتفاع داشته است.
یک دودکش سیاه نوعی چاه گرمابی در بستر اقیانوس است که در لایه‌های مغاکی و فراژرف شایع می‌باشد. این چاه‌ها به شکل دودکش‌هایی هستند که گویی ابری سیاه را از درون خود به بیرون می‌رانند. دودکش‌های سیاه عموماً ذراتی را که شامل مقادیر بالای مواد معدنی گوگرد دار هستند یا سولفیدها را از خود خارج می‌کنند. هنگامی که آب فوق‌العاده پرحرارت از زیر پوسته زمین به بیرون راه می‌یابد، چاه‌های گرمابی با تراوش‌های سیاه رنگ بستر اقیانوس را در مساحت‌های چند صد متری می‌پوشانند. آب‌های داغ که غنی از سولفید هستند با آب سرد اعماق اقیانوس برخورد کرده و در نتیجه مواد معدنی ته‌نشین می‌شوند و ساختارهای دودکش‌مانندی را در دهانه هر چاه ایجاد می‌کنند. سولفات فلزاتی که از طریق دودکش‌های سیاه وارد محیط می‌شود می‌تواند در طی زمان به سنگ معدن فلز تبدیل شود.
دودکش سیاه
در حقیقت دودکش‌های سیاه در مکان‌هایی از پوسته زمین ایجاد می‌شوند که ثبات و پایداری در آن ناحیه وجود داشته باشد و فعالیت‌های زمین‌شناسی حداقل باشد. از این‌رو این پدیده‌های منحصر به فرد، بسیار مورد توجه زمین شناسان می‌باشند. عمیق‌ترین دودکش‌های سیاه در دنیا در درازگودال کیمن دریایی کارائیب در عمق بیش از ۵۰۰۰ متری قرار دارند.
دودکش‌های سفید همان‌طور که از نامشان پیداست ترکیباتی با رنگ روشن را از خود به بیرون می‌رانند. این ترکیبات عمدتاً شامل باریوم، کلسیم و سیلیکون می‌باشد. این چاه‌ها همچنین دمای کمتری نسبت به دودکش‌های سیاه دارند. این چاه‌های گرمابی که دارای خاصیت قلیایی هستند، به طور مداوم در حال تولید گروه‌های استیل می‌باشند که این ترکیبات، انرژی لازم برای تشکیل بیشتر مولکول‌های پیچیده‌تر را فراهم می‌کند. بررسی میکروسکوپی ساختارهای دودکش‌های سفید نشان می‌دهد که این چاه‌های قلیایی دارای حفره‌هایی هستند که از درون با یکدیگر در ارتباط می‌باشند و گمان می‌رود این مکان‌ها بهترین محل برای آغاز حیات در کره زمین بوده‌اند.